# 阿格拉泰布里安扎
阿格拉泰布里安扎（義大利語：Agrate Brianza），是意大利蒙扎和布里安扎省的一个市镇。总面积11.29平方公里，人口14962人，人口密度1325.2人/平方公里（2009年）。ISTAT代码为015003。

## 友好城市
- 捷克捷克特熱博瓦